# La Rebollosa (Olius)
La Rebollosa és una masia del municipi d'Olius inclosa en l'Inventari del Patrimoni Arquitectònic de Catalunya.

## Descripció
La masia de la Rebollosa està construïda damunt de l'antiga Torre de Ramon Fruga (1070). La casa actual està totalment refeta al segle xviii. Es tracta d'una construcció rural, tota de pedra, amb un parament de carreus irregulars, i de grans proporcions. La façana principal de cara est, amb grans balconades, la porta d'arc de mig punt resseguit per grans dovelles, al centre de l'arc hi ha un escut que representa el nomenament de cavaller de l'amo de la casa. L'entrada és gran, el paviment de grans lloses de pedra, veient-se a les parets grans arcs tapiats. Adossada a la casa hi ha una petita capella de l'època. Al voltant de la casa hi ha nombrosos coberts, les portes dels quals són també d'arc de mig punt i adovellades.
Del km. 50 de la carretera C-451 de Biosca a Solsona (41° 57′ 57″ N, 1° 30′ 26″ E / 41.96583°N,1.50722°E), girant cap al nord, puja el camí a la masia que es veu sobre un pujol, damunt mateix de la carretera.

## Història
La masia de la Rebollosa és una de les més antigues de la comarca, malgrat la seva reforma del segle xviii. D'aquí era fill Jaume Rebollosa, frare dominicà, que morí a Lleida el 1621.
L'escut de cavaller, era atorgat a aquells amos que tenien sota la seva jurisdicció més de 13 focs (13 famílies sota la seva protecció).